# 起跑线 (电影)
《起跑线》（英語：Hindi Medium，又译《可怜天下父母心》）是2017年的印度喜劇电影，由印度导演萨基特·乔杜里執導，印度寶萊塢男演员伊凡·卡汉及巴基斯坦女演员莎芭·卡玛主演。讲述了一对夫妇为了让孩子上好学校而绞尽脑、不择手段的故事，揭露了印度教育体系的现存问题。获得第19届国际印度电影大奖颁奖礼最佳影片奖等奖项。
《起跑线2》于2020年在印度上映。